# 月借銭
月借銭（げっしゃくせん）とは、古代日本における銭貨の利息付消費貸借のこと。

## 概要
出挙銭の一種と考えられているが、通常の出挙は比較的長期間の契約であったのに対して、月借銭は1か月ごとに利息が定められ、貸付の主体が官司、借手の主体が六位以下の下級官人・仕丁など官司に仕える人が多かった。例えば、東大寺の造寺司に置かれていた写経所では月借銭が多く行われており、申込書となる解（借銭解）の一部が正倉院文書として現存している。同文書の分析によれば、利息は月13-15％（年率換算だと15.6-18％）で、通常の借入期間は1か月もしくは2か月、借入期間に端数がある場合には日歩による利息計算も行われていた。給料の支給もしくは布施の分配の時に返済するのが一般的で、将来の布施や宅地・口分田などをあらかじめ担保として出される事例もあるなど、後世の質権や抵当権の性格を一部含んでいた。8世紀後期の借銭解が正倉院文書の中に多数残された背景について、文書の保存状況の問題もあるものの、五位以上もしくは職事官に達しなかった官人・仕丁の生活が厳しかったこと（収入が乏しく、初位の官人や仕丁の場合には調銭・徭銭が免除されなかった）、この時期に深刻なインフレーションがあったことなどが大きく関係したといわれているが、詳細は不明である。